# Słocina (województwo lubuskie)
Słocina – wieś w Polsce położona w województwie lubuskim, w powiecie nowosolskim, w gminie Kożuchów.

## Historia
Pierwsza wzmianka o wsi pochodzi z 1349 roku. Wtedy to ówczesny właściciel, żagański mieszczanin Peter Unglowbe(posiadał również Słocinę i Podbrzezie Dolne), część dochodów ze wsi przekazywał na rzecz szpitala św. Ducha w Kożuchowie.
Należy przypuszczać, że w tym czasie wieś była już ukształtowaną miejscowością, a jej początki datują się na II poł. XIII w. W końcu XIV stulecia Słocina, podobnie jak wiele wsi w regionie była podzielona. W 1386 r. jednym z właścicieli był Niczko von Unruh, w 1421 r. wymienia się także Nickosa Fustmana. Później cała wieś znalazła się w rękach rodu von Unruh. Ostatnim, związanym ze Słociną przedstawicielem tego rodu był Paul. Po jego śmierci w 1481 r. majątek znalazł się w rękach jego szwagrów Ludwigów, którzy następnie sprzedali wieś miastu Kożuchów. Na początku XVI w. wieś jako lenno zamku kożuchowskiego należała do Hansa von Rechenberga. Około 1546 r. wzniesiono we wsi murowany dwór – karczmę sołtysa, który miał prawo do wyszynku. Budowla w następnych stuleciach była wielokrotnie przebudowywana. Kolejna znacząca zmiana architektury dworu miała miejsce w latach 1799 –1800. Ukształtowany w średniowieczu układ wsi nie podlegał większym zmianom. W końcu XVIII w. było we wsi 28 domostw – szkoła ewangelicka, jedno gospodarstwo wolne (sołtysie), 10 kmiecych, 6 zagrodniczych, 6 komorniczych – 161 mieszkańców. W połowie XIX w. część mieszkańców trudniła się tkactwem, w 1844 r. wieś zamieszkiwały 192 osoby (27 domów), mieściła się tu szkoła, funkcjonowała gorzelnia. Na przełomie XIX i XX w.
wzniesiono we wsi nowy budynek szkoły ewangelickiej z wieżą zegarową. Po likwidacji urzędu sołtysa w 1872 r., majątek sołtysi przeszedł w ręce kożuchowskiego kupca
Ehwalda Juliusa Franke. W 1885 r. posiadłość nabył Martin Rahm, potem zarządzali nią Emil Muschner i pastor Ernst Hechert. Od 1931 r. do końca II wojny światowej 
majątek był własnością Georga Janischa. W 1947 r. do wsi w ramach akcji „Wisła”
deportowano kilka rodzin narodowości łemkowskiej i ukraińskiej. Duchowni prawosławni w Słocinie organizowali parafię, którą ostatecznie utworzono w Kożuchowie.
Po wojnie we wsi powstało kilka nowych zabudowań mieszkalnych i gospodarczych. 
W latach 1975–1998 miejscowość położona była w województwie zielonogórskim.

## Zabytki
Do wojewódzkiego rejestru zabytków wpisany jest:
- dwór, z 1799 roku.

## Demografia
Liczba mieszkańców miejscowości w poszczególnych latach:
| Rok  | Liczba mieszkańców |
| ---- | ------------------ |
| 1998 | 135                |
| 2002 | 133                |
| 2009 | 131                |
| 2011 | 135                |
| 2021 | 146                |

Od roku 1998 do roku 2021 liczba osób mieszkających w miejscowości zwiększyła się o 8,1%.